# بيترو كلارك
بيترو كلارك (بالإنجليزية: Simone Clarke)‏ هي راقصة باليه بريطانية، ولدت في 1970 في ليدز في المملكة المتحدة.